# 山下奉文
山下奉文（日语：／ Yamashita Tomoyuki，1885年11月8日—1946年2月23日），大日本帝國陸軍軍人，最終軍階為陸軍大將。在太平洋戰爭期間奉命負責指揮日本軍第25軍進攻英屬馬來亞（史稱馬來亞戰役），只花2個多月的時間就佔領整個馬來半島，並直取英國在東南亞的政治經濟中心新加坡，還因此出色戰績被稱為「马来之虎」，後來因故被調入滿洲國，未能參與其他戰役。1944年日軍敗象已現，才請他重回菲律賓前線試圖挽回大局，但此時已無力改變情勢直到日本投降，1945年12月7日以縱兵馬尼拉大屠殺罪名遭馬尼拉軍事法庭判處絞刑，他表示承擔後果無異議，1946年2月23日執行。

## 經歷
出生於高知縣長岡郡大杉村（現大豐町）。高知縣立高知小津高等學校、廣島陸軍幼年學校、陸軍中央幼年學校、陸軍士官學校（18期）畢業。1912年至1913年任官步兵中尉，擔任陸軍步兵學校附。日本陸軍大學（28期）畢業後，留學瑞士、德國，回國後、歷任陸軍省軍事課長、軍事調查部長等職。在二二六事件當中，同情以皇道派的幹部為主的叛亂部隊。事件收拾後，山下曾經決心退伍，卻被陸軍大臣川島義之挽留，轉任朝鮮龍山的歩兵第四十旅團長，離開了陸軍省。
1939年9月23日就任大阪第4師團長。

### 馬來亞之虎
太平洋戰爭初期，1941年7月17日就任關東防衛軍司令官，11月6日轉任第25軍司令官，12月8日指揮馬來亞作戰（史稱馬來亞戰役），率領2個師三萬人兵力化整為零採取創新戰術腳踏車閃擊戰，1942年1月31日以大約55天的時間佔領整個馬來半島。
1942年2月1日他更進一步攻進新加坡島，1942年2月15日以大約兩週的時間迫使英國守軍白思華中將簽署無條件投降同意書無條件投降，進而俘虜120,000名大英帝國包括英格蘭、蘇格蘭、澳洲、馬來亞與印度士兵，為英軍有史以來最多人數的一次投降。據說他在逼问白思華时说的“yes or no”传遍日本。然而山下日後被問到是否真有其事時，山下回以「恫嚇敗軍之將這種事情是可以做的嗎」而嚴詞否認，日後當時在場的日軍高級軍官也全部否定此事（實際上“yes or no？”是對翻譯菱刈隆文感到不耐而說的，山下與白思華對話時一貫保持相當平穩的語氣）。
日本傳媒讚譽他為「馬來亞之虎」，但是他卻很不喜歡這個稱號。據稱新加坡陷落後，德國武官訪問新加坡時，盛讚他是老虎將軍。他難受的反駁，認為老虎是膽怯和危險的野獸。牠們只攻擊那些比牠們弱的，尤其是背後襲擊，當牠們年老體弱時，就會瞄準行動慢的人類，「變成吃人的老虎，姑且稱之為下等的野獸吧」。
在占領後的的新加坡，日軍大量處決華人游擊隊及反日份子（見肅清大屠殺，前新加坡總理李光耀年輕時也差點遇害），導致新加坡戰後反日情緒高漲了一段長時間。實際上此事為參謀辻政信強硬逼迫山下與各級指揮官下的產物，然而山下的確也同意此事，因此山下對此仍有責任（由於辻政信在戰後潛逃，即使許多日軍官兵在戰犯法庭上表示屠殺是辻政信的要求，但因盟軍無法追究辻政信的責任而遭到處決）。
縱使因馬來半島作戰成功，山下被奉為國民英雄；但是昭和天皇沒有給機會讓山下拜見，原因被認為是二二六事件當時山下所採取的行動，或是屬於不同派閥的東條英機從中作梗。

### 菲律賓防衛戰
山下雖在新加坡立下大戰功，但因不得東條英機歡心，1942年7月17日被貶到滿州國，之後並沒參與大型戰役。直到1944年敗色漸濃，他被任命為第14方面軍司令官，到菲律賓指揮作戰。面對著道格拉斯·麥克阿瑟所率領的盟軍，被逼參與建基於臺灣沖航空戰的誤報戰果而立案的萊特島戰役。山下從敵方飛機完全沒有減少中看出戰果有誤報，此時山下的部下，綽號「麥克阿瑟參謀」的名參謀堀榮三排除萬難成功把握到戰況，他於是反對是次作戰。雖然亦從美軍俘虜機師當中印證到正確的戰況，南方軍總司令官寺内壽一並未有改變命令。結果海上移動中的輸送船大半被擊沉，在萊特島戰役中損失甚多兵力。接著的呂宋島戰役，收到盧邦島上小野田寬郎少尉的「發現敵艦」報告，雖能成功迅速佈陣，仍因軍力不足無力回天，漸漸被壓制全面敗北。1945年9月3日在菲律賓碧瑤投降。

### 軍事審判

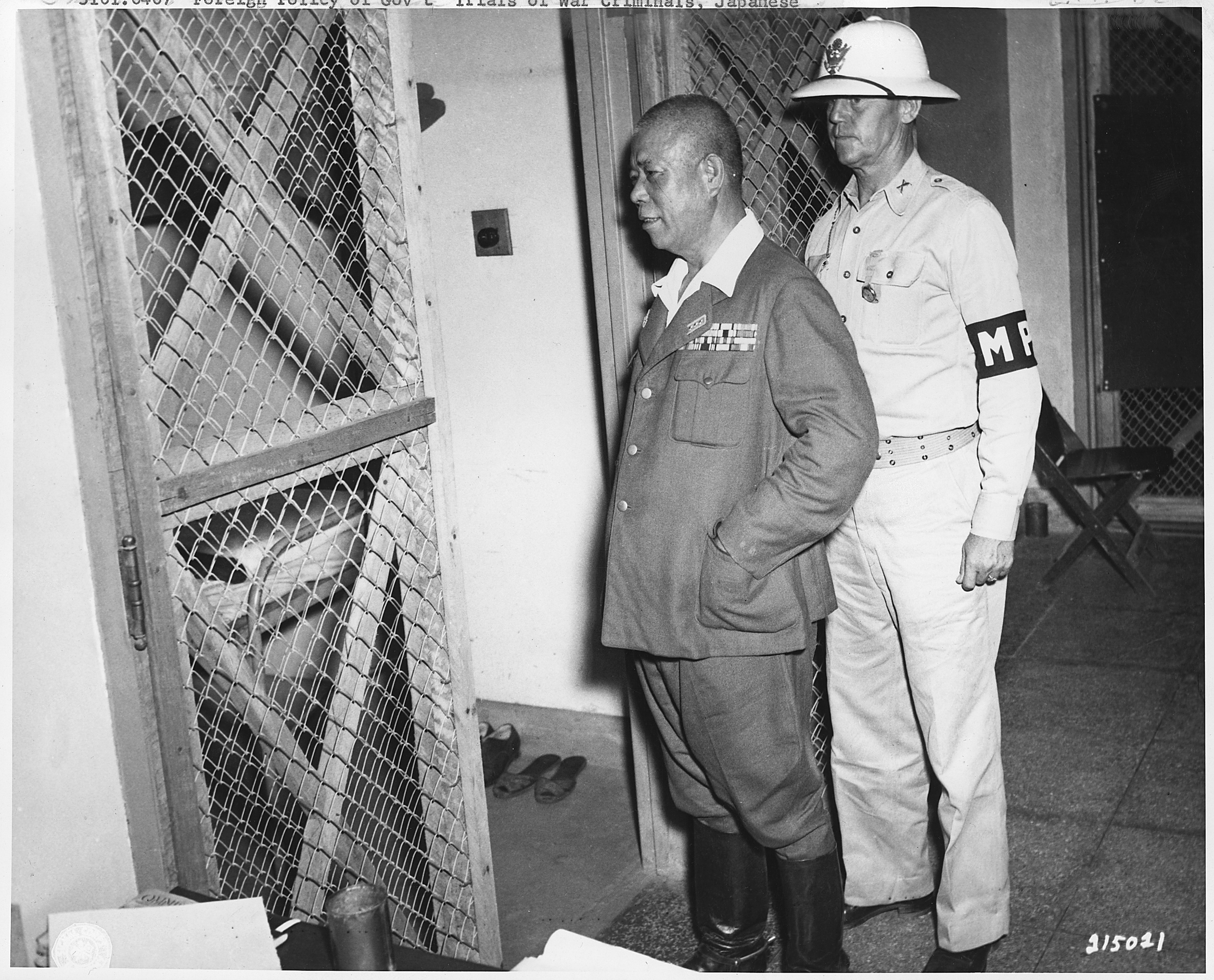
被拘留的山下奉文

投降時山下被當做戰俘，被關押於馬尼拉以南約30公里的畢力畢特監獄。9月25日，西太平洋戰區總司令威廉·斯泰爾組織馬尼拉軍事法庭，並以違反戰爭法的罪名對山下提起指控。對於馬尼拉大屠殺一事，山下在事件發生時人正率軍於遠離馬尼拉外的山區作戰，且實施大屠殺的執行者岩淵三次海軍少將，既無視山下將馬尼拉視為不設防都市的命令，指揮上也不歸山下所管，山下回答「我並不知情，但我不會說我沒有責任」。同年12月7日，山下被判處死刑。
由於審理過程中存在指揮官是否應為下屬行為承擔責任的爭議，山下首席辯護律師的美國陸軍法務上校Harry E. Clarke不服判決，特地往美國最高法院上訴要求暫停審判，並向菲律賓最高法院要求中止執行死刑與發出人身保護令；但美國最高法院以6比2票數駁回上訴，並要執行絞刑。1946年2月23日在馬尼拉以南30公里的洛斯巴尼奧斯監獄執行絞刑。
1946年2月22日，即行刑前一天，晚上11點30分山下被送入死囚牢房，他從上司魯德曼中校那裡得知行刑時間是隔天早上6點時，他請魯德曼提前一小時叫醒他。第二天，也就是1946年2月23日，當魯德曼按照承諾在凌晨5點去叫醒山下時，山下還在熟睡了，所以魯德曼沒有叫醒他。最終，20分鐘後，山下自己醒了，但他看了看時鐘，向魯德曼抗議，魯德曼沒有叫醒他。山下遵照麥克阿瑟的命令，換上美軍的卡其色襯衫、褲子和綠色工作服，沒有穿帝國將軍的軍裝，也沒有佩戴任何勳章。他聆聽教誨師的慰念，沉默禱告，然後心安理得地辦理執行前的手續。行刑前一分鐘，魯德曼帶著行刑者到，迅速蒙住山下的眼睛，戴上手銬，但山下開玩笑對行刑者說手銬有點僵硬，大概是為了行刑者輕鬆一下，不要緊張。然後他轉向東京，深深一鞠躬，毫不猶豫地走向絞刑架，從容赴死。享年60歲。

### 山下寶藏
- 傳說战败前，他奉秩父宮雍仁親王令，在菲律賓祕密埋下了作戰行動用的資金（山下寶藏）175處，引起過一些尋寶傳聞，終為菲律賓抗日強人馬可仕所獲（麥克阿瑟可能也有所得），亦成為M資金一類詐騙案的背景。
- 部份船載運回日本：第1艘載50噸黃金成功運回日本，成為日本敗戰後經濟再起資金；第2艘阿波丸自菲律賓出發，舶靠於福建返日途遭美軍擊沉於福建外海。

### 巨杉
故郷大豐町有一棵「日本第一大杉」，山下稱該杉樹為「巨杉」。戰後該大杉位處的八坂神社的宮司建立了供奉山下的「巨杉神社」，曾荒廢過一段時間，現在改稱為「巨杉之社」並存在至今。這棵杉樹亦與美空雲雀有緣。

### 遺言
押解到刑場途中的車上，曾經是同袍的僧人森田覺中尉問他：「你有甚麼遺言？」他回答：「一個人的本性在上學校以前，是他的母親培養出來的。我的遺言是，提高婦女的教養，培養好的母親！請告訴祖國，我對祖國只有這個願望。」

## 簡表
- 1905年（明治38年）11月25日 - 陸軍士官學校畢業（18期）。
- 1906年（明治39年）6月26日 - 晉升少尉。步兵第11連隊附。
- 1908年（明治41年）12月 - 晉升中尉。
- 1910年（明治43年）12月 - 陸軍戶山學校附。
- 1912年（大正1年）9月 - 陸軍步兵學校附。
- 1913年（大正2年）12月13日 - 陸軍大學校入學。
- 1916年（大正5年）5月 - 晉升大尉。
  - 11月25日 - 陸軍大學校畢業（28期優等）。步兵第11連隊中隊長。
- 1917年（大正6年）8月 - 參謀本部附勤務。
- 1918年（大正7年）2月 - 參謀本部部員（德國班）。
- 1919年（大正8年）4月 - 駐瑞士大使館副武官。
- 1921年（大正10年）7月 - 駐在德國。
- 1922年（大正11年）2月 - 晉升少佐。
  - 7月22日 - 陸軍技術本部附兼軍務局課員（編制班長）。
- 1925年（大正14年）8月 - 晉升中佐。
- 1926年（大正15年）3月16日 - 陸軍大學校教官（兼任）。
- 1927年（昭和2年）2月22日 - 駐奧地利大使館兼匈牙利公使館副武官。
- 1929年（昭和4年）8月1日 - 晉升大佐。陸軍兵器本廠副（軍事調查部軍政調査會幹事）。
- 1930年（昭和5年）8月1日 - 步兵第3連隊長。
- 1932年（昭和7年）4月11日 - 陸軍省軍事課長。
- 1934年（昭和9年）8月1日 - 晉升少將。
- 1935年（昭和10年）3月15日 - 陸軍省軍事調查部長。
- 1936年（昭和11年）3月23日 - 步兵第40旅團長。
- 1937年（昭和12年）8月26日 - 中國駐屯混成旅旅團長。
  - 11月1日 - 晉升中將。
- 1938年（昭和13年）3月12日 - 中國駐屯兵團長。
  - 7月15日 - 華北方面軍参謀長。
- 1939年（昭和14年）9月23日 - 第4師團長。
- 1940年（昭和15年）7月22日 - 陸軍航空總監兼陸軍航空本部長。
  - 12月10日 - 德國派遣航空視察團長。
- 1941年（昭和16年）6月9日 - 軍事參議官。
  - 7月17日 - 關東防衛軍司令官。
  - 11月6日 - 第25軍司令官。
- 1942年（昭和17年）7月1日 - 第1方面軍司令官。
- 1943年（昭和18年）2月10日 - 晉升大將。
- 1944年（昭和19年）9月26日 - 第14方面軍司令官。
- 1945年（昭和20年）10月29日 - 馬尼拉軍事法庭審理其戰爭犯行。
- 1945年（昭和20年）12月7日 - 馬尼拉軍事法庭判決死刑。
- 1946年（昭和21年）2月23日 - 執行死刑，遭絞首縊死。

## 親族
- 父 山下佐吉（開業醫）
- 兄 山下奉表（海軍軍醫少將）
- 岳父 永山元彦（陸軍少將）

## 外部連結
- WW2DB: 山下奉文 （页面存档备份，存于）